# Eliana Fonseca
Eliana Fonseca (São Caetano do Sul, 17 de fevereiro de 1961) é uma atriz, diretora e roteirista de cinema, teatro e TV brasileira.

## Percurso
Formada pela Escola de Comunicações de Artes (ECA/USP) em Cinema e como atriz pela Escola de Arte Dramática (EAD/USP), possui pós-graduação (especialização) em pedagogia no ensino superior. Atua há mais de 35 anos nas áreas de cinema, teatro e TV. Em cinema, dirigiu e escreveu 5 curtas, entre eles Frankenstein Punk e A Revolta dos Carnudos, premiados em diversos festivais no país e exterior, além de dirigir os longas-metragem Ilha Rá-Tim-Bum: O Martelo de Vulcano, Eliana em O Segredo dos Golfinhos e Coisa de Mulher. Em 2016, lançou seu quarto filme, 13 Andares, primeiro longa-metragem produzido pelo audiovisual ECA/USP em parceria com a EAD.
Como atriz, atuou em dezenas de filmes, de curta e longa-metragem, tendo recebido vários prêmios por suas interpretações. Em teatro, dirigiu e atuou em mais de 20 produções, acumulando destaques de crítica e prêmios. Em TV, destaca-se seu trabalho de direção, roteiro e atuação em programas infanto-juvenis e de humor, tendo atuado também em duas novelas e dezenas de séries dramáticas. Entre os destaques, os programa Rá-Tim-Bum e Castelo Rá-Tim-Bum, na TV Cultura, o humorístico Casseta & Planeta, as séries de comédia Os Normais, A Grande Família, Chapa Quente e a novela Desejo Proibido, todos na Rede Globo. Também dirigiu séries de diferentes conteúdos como Segredos Médicos, A Pergunta que Não Quer Calar, para o Multishow, e o seriado Máximo & Confúcio, para a TV Cultura. Além das produções audiovisuais, Eliana também contribuiu para a direção de outros projetos como o Coral de Natal HSBC.
Há anos é professora de roteiro, direção e direção de atores no curso de bacharelado em Audiovisual do Centro Universitário Senac, tendo também ministrado aulas para o curso de pós-graduação em roteiros no Senac e interpretação para a câmera na EAD/USP. Desde 2009, Eliana coordena o projeto É Nóis na Fita, um curso gratuito de cinema com diversos profissionais do mercado voltado para jovens de diversas regiões de São Paulo que ensina na prática a produção de um curta-metragem do roteiro à execução.

## Trabalhos

### Atuação em Televisão[12]
| Ano         | Título                    | Personagem                     | Notas                                                | Emissora          |
| ----------- | ------------------------- | ------------------------------ | ---------------------------------------------------- | ----------------- |
| 1990 - 1994 | Rá-Tim-Bum                | Cacilda                        |                                                      | TV Cultura        |
| 1990        | Brasileiras e Brasileiros | Vanusa                         |                                                      | SBT               |
| 1995        | Castelo Rá-Tim-Bum        | Naná                           | Episódio: "Uma babá nada boa"                        | TV Cultura        |
| 1996        | Você Decide               | —                              | Episódio: "Bígama de Brás de Pina"                   | Rede Globo        |
| 1999        | Ô... Coitado!             | Fada Madrinha                  | Episódio: "Filórela: A Gata Borralheira"             | SBT               |
| 2002        | Os Normais                | Soraia                         | Episódio: "Uma tarde de sábado normal"               | Rede Globo        |
| 2003        | A Grande Família          | Ivete                          | Episódio: "Quem ama não casa" Episódio: "O tio mala" | Rede Globo        |
| 2005        | Floribella                | Selma                          | Episódios: "5 de abril–7 de abril"                   | Rede Bandeirantes |
| 2007        | Desejo Proibido           | Purezinha                      |                                                      | Rede Globo        |
| 2008        | Casos e Acasos            | Adriana                        | Episódio: "O concurso, o vestido e a paternidade"    | Rede Globo        |
| 2009        | A Grande Família          | Diretora da creche de Floriano | Episódio: "A falecida"                               | Rede Globo        |
| 2013        | Pedro e Bianca            | Professora Olga                | Episódio: "Nunca Diga Isso é Natural"                | TV Cultura        |
| 2015        | Chapa Quente              | Oneida Noronha                 | 1ª. temporada                                        | Rede Globo        |
| 2016        | Máximo & Confúcio         | Severina Machado               |                                                      | TV Cultura        |
| 2023        | Bugados                   | Rosa Quadros                   | Episódio: "O Bug dos Namorados                       | Gloob             |

### Atuação em Cinema[12]
| Ano  | Obra                                                      | Personagem          |
| ---- | --------------------------------------------------------- | ------------------- |
| 1983 | Diversões Solitárias (curta-metragem)                     |                     |
| 1987 | Anjos da Noite                                            | Joana               |
| 1988 | 20 Minutos (curta-metragem)                               |                     |
| 1989 | Dov'è Meneghetti? (curta-metragem)                        | Donna Nannare       |
| 1991 | Não Quero Falar Sobre Isso Agora                          | Meg                 |
| 1991 | Viver a Vida (curta-metragem)                             |                     |
| 1991 | A Revolta dos Carnudos (curta-metragem)                   |                     |
| 1991 | Epopéia (curta-metragem)                                  |                     |
| 1993 | A Má Criada (curta-metragem)                              | Creusa              |
| 1993 | Século XX: Primeiros Tempos (curta-metragem documentário) | Narradora           |
| 1994 | O Efeito Ilha                                             | Mulher da cafeteria |
| 1994 | Expresso (curta-metragem)                                 | Motorista           |
| 1995 | Carlota Joaquina - Princesa do Brazil                     | Custódia            |
| 2000 | Xuxa Popstar                                              | Camareira           |
| 2001 | Os Xeretas                                                | Miss Escola         |
| 2004 | Um Show de Verão                                          | Dona Jacira         |
| 2005 | Eliana em O Segredo dos Golfinhos                         | Cris                |
| 2005 | Coisa de Mulher                                           | Loreta              |
| 2021 | Turma da Mônica: Lições                                   | Tia Nena            |
| 2023 | TPM! Meu Amor                                             | Amor                |
| 2024 | Turma da Mônica Jovem: Reflexos do Medo                   | Tia Nena            |

### Direção audiovisual[12]
| Ano  | Obra                                    | Notas |
| ---- | --------------------------------------- | --- |
| 1985 | With a Lot of Kisses (curta-metragem)   | |
| 1986 | Frankstein Punk (curta-metragem)        | Codirigido com Cao Hamburger                                                                                        |
| 1988 | Esconde-Esconde (curta-metragem)        | |
| 1991 | A Revolta dos Carnudos (curta-metragem) | |
| 2003 | Ilha Rá-Tim-Bum: O Martelo de Vulcano   | |
| 2005 | Eliana em O Segredo dos Golfinhos       | |
| 2005 | Coisa de Mulher                         | |
| 2009 | Enquanto Isso (curta-metragem)          | Codirigido com Vitor Leite                                                                                          |
| 2014 | Segredos Médicos (série)                | Série da Multishow                                                                                                  |
| 2015 | Máximo & Confúcio (série)               | Série produzida pela Moonshot Pictures para a TV Cultura                                                            |
| 2016 | A Pergunta que Não Quer Calar (série)   | Série da Multishow                                                                                                  |
| 2016 | 13 Andares                              | Primeiro longa-metragem produzido pelo audiovisual ECA/USP em parceria com a EAD através de financiamento coletivo. |

### Roteiro audiovisual[12]
| Ano  | Obra                                    | Notas                                                                        |
| ---- | --------------------------------------- | ---------------------------------------------------------------------------- |
| 1985 | With a Lot of Kisses (curta-metragem)   |                                                                              |
| 1986 | Frankstein Punk (curta-metragem)        | Coescrito com Cao Hamburger                                                  |
| 1988 | Esconde-Esconde (curta-metragem)        |                                                                              |
| 1991 | A Revolta dos Carnudos (curta-metragem) | Coescrito com Fernando Bonassi e Flávio de Souza                             |
| 1991 | Isabel (curta-metragem)                 | Coescrito com Marcia Lima, Mesquita e Sérgio A                               |
| 1999 | Ô... Coitado! (série)                   | Coescrito com Ronaldo Ciambroni e Guto Franco                                |
| 1999 | Xuxa Requebra                           | Coescrito com Evandro Mesquita e Wagner de Assis                             |
| 2005 | Eliana em O Segredo dos Golfinhos       | Coescrito com Laura Malin, Reinaldo Moraes, Michael Ruman e Roberto d'Avila. |
| 2005 | Coisa de Mulher                         | Coescrito com O Grelo Falante e Evandro Mesquita                             |
| 2009 | Enquanto Isso (curta-metragem)          | Coescrito com André Pereira, Beatriz Manela e Vitor Leite                    |

### Outros trabalhos
- Repórter do programa Ultra Leve da Rede Bandandeirantes[28]
- 1996-1997 - Apresentadora do programa Gincana Estrela na TV Gazeta
- 2000 - Direção de elenco em Xuxa Popstar[12]
- 2005 - Direção de elenco em Eliana em O Segredo dos Golfinhos[12]
- 2005 - Lançou o livro do filme Coisa de Mulher com O Grelo Falante[29]
- 2006 - Direção artística do Coral de Natal HSBC[8]
- 2007 até hoje - Professora de roteiro, direção e direção de atores no curso de bacharelado em Audiovisual do Centro Universitário Senac[9]
- 2009 até hoje - Idealização e direção geral do projeto É Nóis na Fita[11]

## Prêmios[10]
| Ano  | Premiação                                 | Categoria                   | Trabalho                                 | Resultado |
| ---- | ----------------------------------------- | --------------------------- | ---------------------------------------- | --------- |
| 1985 | Prêmio Mambembe                           | Melhor espetáculo           | O Gosto da Própria Carne (teatro)        | Venceu    |
| 1986 | Fest Rio 1986                             | Melhor curta-metragem       | Frankstein Punk (curta-metragem)         | Venceu    |
| 1986 | Festival de Gramado 1986                  | Melhor filme (júri popular) | Frankstein Punk (curta-metragem)         | Venceu    |
| 1986 | Festival de Gramado 1986                  | Melhor fotografia           | Frankstein Punk (curta-metragem)         | Venceu    |
| 1986 | Festival de Gramado 1986                  | Melhor som                  | Frankstein Punk (curta-metragem)         | Venceu    |
| 1986 | Festival de Gramado 1986                  | Prêmio especial de animação | Frankstein Punk (curta-metragem)         | Venceu    |
| 1990 | Festival Internacional de Oberhausen 1990 | Prêmio especial do júri     | Esconde-Esconde (curta-metragem)         | Venceu    |
| 1990 | XV Guarnicê Cine/Vídeo Maranhão           | Melhor filme (júri popular) | Esconde-Esconde (curta-metragem)         | Venceu    |
| 1991 | Festival de Gramado 1991                  | Melhor atriz                | Não Quero Falar Sobre Isso Agora         | Venceu    |
| 1991 | Festival de Cinema de Fortaleza 1991      | Melhor atriz                | Não Quero Falar Sobre Isso Agora         | Venceu    |
| 1992 | Festival de Brasília 92                   | Melhor atriz                | A Revolta dos Carnudos (curta-metragem)  | Venceu    |
| 1992 | Festival de Brasília 92                   | Melhor trilha sonora        | A Revolta dos Carnudos (curta-metragem)  | Venceu    |
| 1992 | Festival de Brasília 92                   | Melhor fotografia           | A Revolta dos Carnudos (curta-metragem)  | Venceu    |
| 1992 | Prêmio Mambembe                           | Melhor atriz coadjuvante    | Divina Increnca (teatro)                 | Indicado  |
| 1993 | XVI Guarnicê de Cine/Vídeo Maranhão       | Melhor argumento            | Epopéia (curta-metragem)                 | Venceu    |
| 1993 | XVI Guarnicê de Cine/Vídeo Maranhão       | Melhor atriz                | Epopéia (curta-metragem)                 | Venceu    |
| 1993 | XVI Guarnicê de Cine/Vídeo Maranhão       | Melhor filme (júri popular) | A Revolta dos Carnudos (curta-metragem)  | Venceu    |
| 1993 | XVI Guarnicê de Cine/Vídeo Maranhão       | Prêmio especial do júri     | A Revolta dos Carnudos (curta-metragem)  | Venceu    |
| 1993 | Prêmios APC e APETESP                     | Diretora revelação          | O Legítimo Inspetor Perdigueiro (teatro) | Venceu    |

### Outros prêmios[6]
- ACESC – Melhor espetáculo, melhor atuação em grupo, melhor atriz, melhor atriz coadjuvante e figurino por O Bem Amado (teatro)
- ACESC - Melhor espetáculo - por Viúva, Porém Honesta (teatro)